# Кубань (разъезд)
Кубань (адыг. Псыжъ) — разъезд Краснодарского региона Северо-Кавказской железной дороги на участке Краснодар — Энем I. Расположен в черте посёлка городского типа Яблоновского Республики Адыгея, между станцией Энем I и остановочным пунктом Завод имени Седина.

## Пригородное сообщение
Останавливаются следующие поезда пригородного сообщения:
| № поезда               | Маршрут движения         | № поезда            | Маршрут движения         |
| ---------------------- | ------------------------ | ------------------- | ------------------------ |
| 6753, 6755, 6757, 6759 | Краснодар — Новороссийск | 6752/6754/6756/6758 | Новороссийск — Краснодар |
| 6715, 6717, 6719       | Краснодар — Горячий Ключ | 6716/6718/6720      | Горячий Ключ — Краснодар |